# Caloscyphaceae
Caloscyphaceae es una familia de hongos perteneciente al orden Pezizales. La familia fue descrita en 2002 por el micólogo finlandés Harri Harmaja. El género Kallistoskypha se añadió en 2013 para acomodar la especie anteriormente denominada Caloscypha incarnata.